# 太田胃散

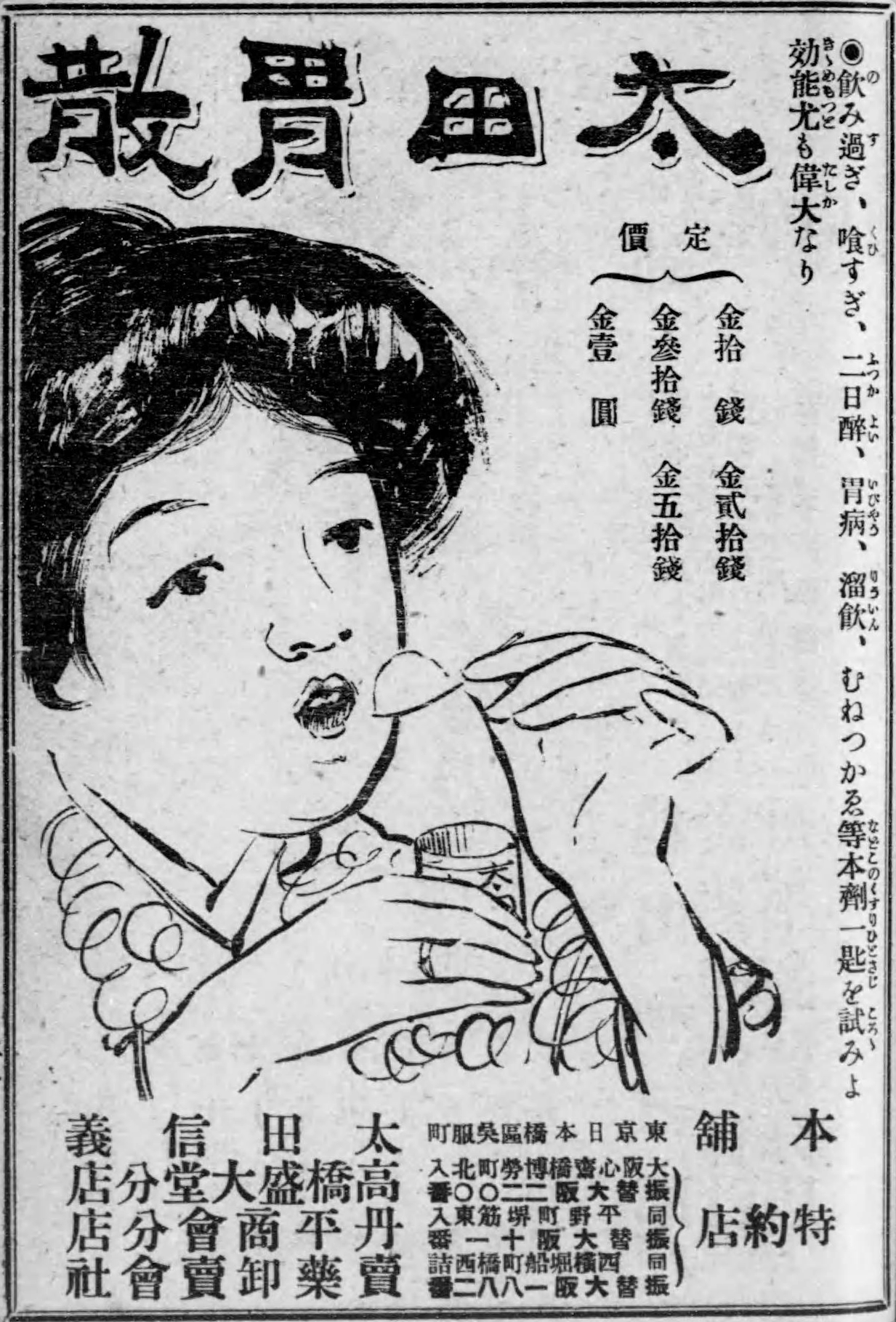
『賣藥製法全書』に掲載された「太田胃散」の広告（1917年）

株式会社太田胃散（おおたいさん、英語: Ohta's Isan Co., Ltd.）は、東京都文京区にある医薬品メーカー。「太田胃散」は、同社が製造・販売する胃腸薬である。
キャッチコピーは「ありがとう いいくすりです」。

## 歴史
- 1879年（明治12年）6月8日、当時の東京市日本橋区で太田信義（初代）が「雪湖堂」として創業。
- 1880年（明治13年）8月、製薬部門を強化し拡張。
- 1881年（明治14年）、「雪湖堂の胃散」発売。
- 1898年（明治31年）11月、胃腸薬「太田胃散」を発売開始。
- 1903年（明治36年）6月、東京日日新聞（現在の毎日新聞の前身）で新聞広告を、また1918年（大正7年）、鉄道沿線での看板広告掲示を開始し、戦後は1951年（昭和26年）3月15日、ラジオ広告を開始した。
- 1944年（昭和19年）3月、太平洋戦争の激化に伴う企業整備令により東京都内の同業者の多くと合併し「東興製薬」となる。企業としての設立年はこの年とされている。
- 1963年（昭和41年）9月、社名を株式会社太田胃散に改称。
- 1966年（昭和41年）9月、オータD錠、発売。
- 1970年（昭和45年）11月、太田胃散・分包、発売。
- 1982年（昭和57年）9月、太田漢方胃腸薬、発売。
- 1989年（昭和64年・平成元年）、太田ドリンク胃腸薬、発売。
- 1996年（平成8年）9月、太田胃散チュアブル、発売。
- 2002年（平成14年）9月、太田胃散A〈錠剤〉、発売。
- 2003年（平成15年）、健康食品分野に進出。12月、バイオゴッドゴールドおよび酒得倍増、発売。
- 2006年（平成18年）11月、ウコンと葛の花パワー・バイオゴッドカプセル、発売。
- 2007年（平成19年）3月、太田胃散整腸薬、発売。
- 2008年（平成20年）9月、太田胃散チュアブルをリニューアルした太田胃散チュアブルNEO、太田胃散〈内服液〉を発売。同時に、コンビニ向け商品として太田胃散〈内服液〉Sを発売。
- 2012年（平成24年）10月、肥満が原因の関節の痛みや腫れを改善する漢方薬（防已黄耆湯）「ロコフィットGL」、発売。
- 2014年（平成26年）12月、自社販売サイト「太田胃散健康食品館 本店」を開設。
- 2015年（平成27年）
  - 4月、太田胃散公式PR大使「太田胃にゃん」が誕生。
  - 5月、太田胃散整腸薬デ・ルモア錠、発売。
  - 9月、太田胃散NEXT、発売。
- 2019年（令和元年）6月、太田胃散創業140周年。
- 2024年（令和6年）4月、太田胃散ペイノン錠、発売。

## 製品群
- 太田胃散（後述参照）
- ロコフィットGL【第2類医薬品】
- バイオゴッドゴールド
- バイオゴッドカプセル
- 桑の葉ダイエット
- 桑の葉茶
- ロイヤルタヒチノニピュア

## 太田胃散（胃腸薬）

### 概要

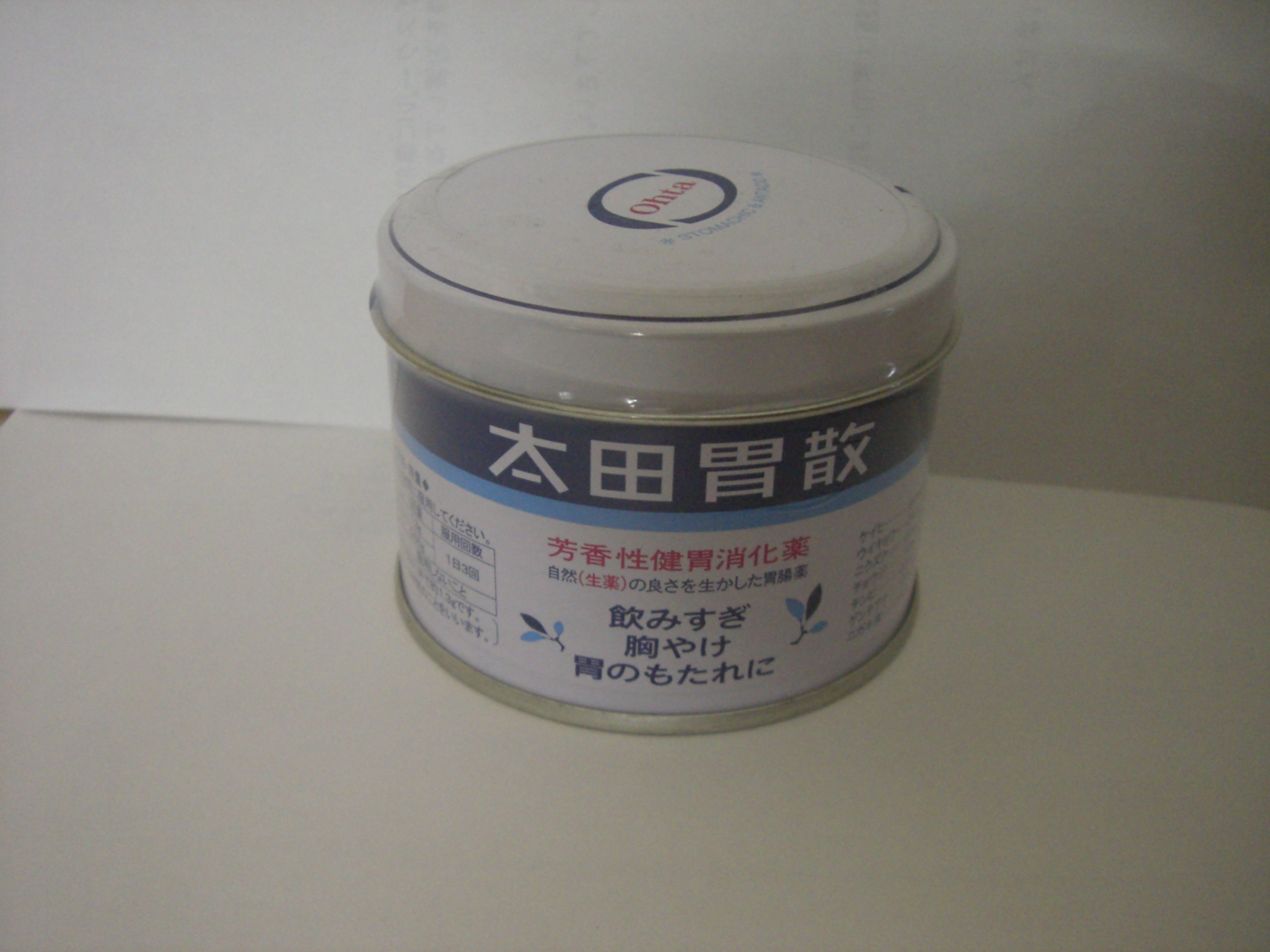
太田胃散

創業当時から製造販売する芳香性健胃消化薬。現在では散剤だけでなく錠剤や内服液なども発売されておりシリーズ製品となっている。オランダ人の医師・アントニウス・ボードウィンが考えたイギリス処方の仕組みを応用し、肉食中心の欧米人の食文化に適応する胃腸薬として開発されたもので、日本でも高度経済成長時代に食の欧米化が進んだことから日本人の食生活にもマッチするようになった。
桂皮（シナモン）、茴香（フェンネル）、肉豆（ナツメグ）、丁子（クローブ）、陳皮、ゲンチアナ、苦木末といった生薬をそのまま粉末状にしたものであり、飲みすぎ、胸やけ、胃部不快感、胃弱、胃もたれ、食べすぎ、胃痛、消化不良、消化促進、食欲不振、胃酸過多、胃部・腹部膨満感、はきけ、嘔吐、胸つかえ、げっぷ、胃重を改善する効能・効果が謳われている。
コマーシャルでは「ありがとう、いい くすりです」のキャッチコピーが長年使用されている。

### 製品群
医薬品
- 太田胃散【第2類医薬品】
- 太田胃散〈分包〉【第2類医薬品】
- 太田胃散A〈錠剤〉【第2類医薬品】
- 太田漢方胃腸薬II【第2類医薬品】
- 太田漢方胃腸薬II〈錠剤〉【第2類医薬品】
- 太田胃散ペイノン錠【第2類医薬品】
- 太田胃散整腸薬【第3類医薬品】
- 太田胃散整腸薬 デ・ルモア【第3類医薬品】
- 太田胃散チュアブルNEO【第3類医薬品】
- 太田胃散〈内服液〉【第2類医薬品】（製造販売元：日新薬品工業）

医薬部外品
- 太田胃散NEXT（健胃清涼剤）【指定医薬部外品】
- 太田胃散NEXT錠（健胃清涼剤）【指定医薬部外品】
- 太田胃散〈内服液〉S【指定医薬部外品】（製造販売元：日新薬品工業）
- 太田胃散おなかサポート（整腸消化薬/販売名：せいのもと）【指定医薬部外品】（製造販売元：米田薬品工業）

食品
- 太田胃散 のど飴（製造販売元：サクマ製菓）

### その他
- 映画『釣りバカ日誌シリーズ』で佐々木課長（谷啓）、舟木課長（益岡徹）のストレスを表すアイテムとして登場。映画の商品提供を行っている。
- ヴィジュアル系バンドのシドのギタリストであるShinjiは、太田胃散を愛用していて、自身のブログで太田胃散を宣伝し、株式会社太田胃散から感謝状をもらっている。

## 事業所

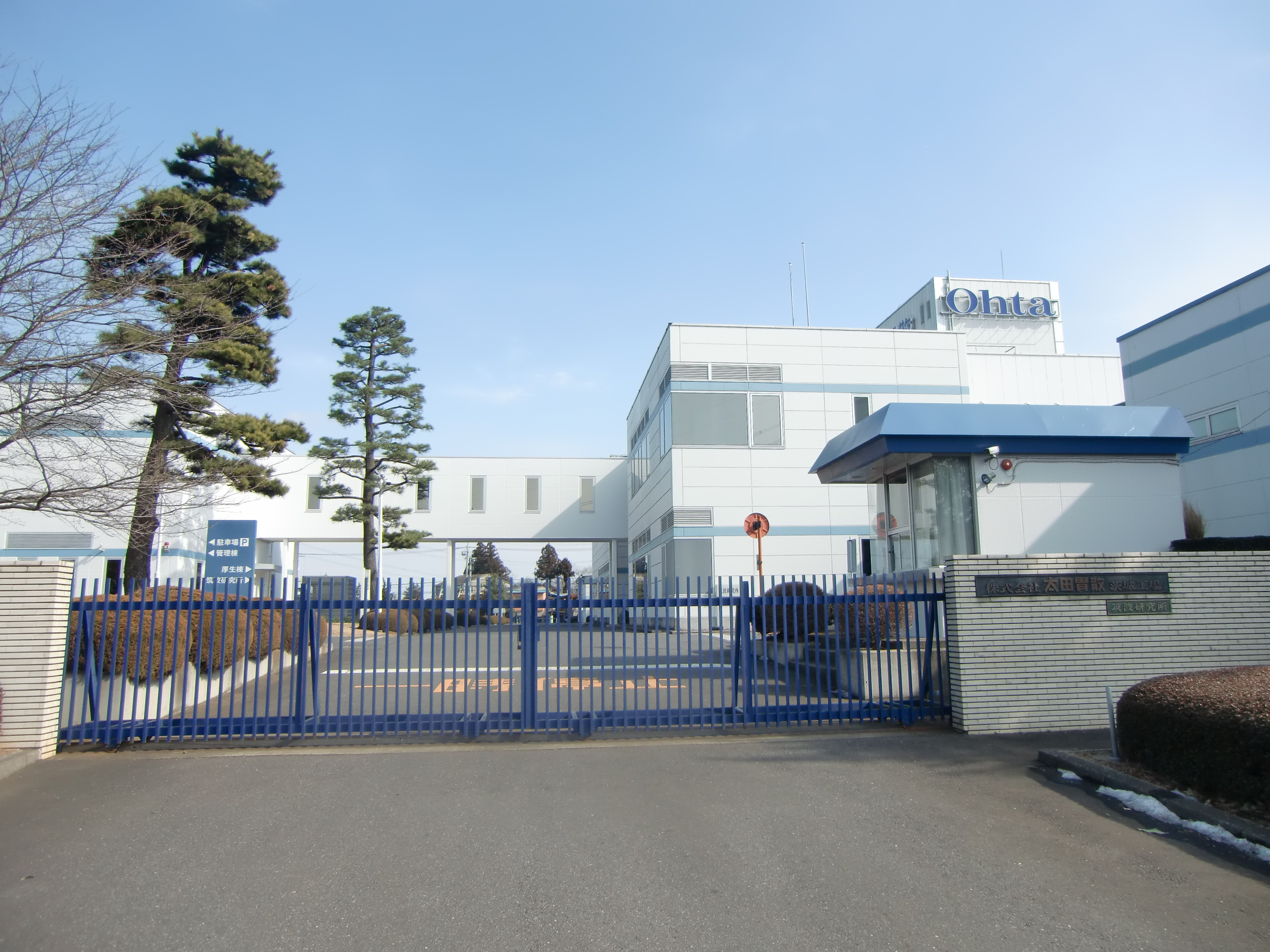
茨城工場・筑波研究所

### 本社
- 本社（東京都文京区）[2]

### 営業拠点
- 札幌出張所（北海道札幌市厚別区）
- 名古屋営業所（愛知県名古屋市千種区）
- 大阪営業所（大阪府吹田市）
- 福岡出張所（福岡県福岡市博多区）

### 工場
- 茨城工場（茨城県牛久市）

### 研究所
- 筑波研究所（茨城県牛久市）

## 不祥事

### 景品表示法違反（優良誤認）
2017年11月7日、葛の花から抽出したイソフラボンを含む機能性表示食品を摂取さえすれば、あたかもやせるような広告をしていたとして、不当景品類及び不当表示防止法（景品表示法）違反（優良誤認）で消費者庁から再発防止の措置命令を受けた。

## CM出演者

### 現在
- 本仮屋ユイカ - 太田漢方胃腸薬II（2011年4月 - ）
- 河北麻友子 - 太田胃散整腸薬（2015年7月 - ）
- 笑福亭鶴瓶 - ロコフィットGL（2012年10月 - ）、太田胃散（2015年9月 - ）
- DAIGO - 太田胃散A〈錠剤〉（2016年4月 - ）
- ももいろクローバーZ（2019年 - ）

### 過去
- 前田武彦
- 川谷拓三
- 宍戸錠
- 加藤芳郎
- 仲本工事
- 新井由美子
- 若村麻由美
- 鈴木蘭々
- 渡辺いっけい
- さとう珠緒
- 優香（2005年4月 - 2009年3月）
- 中井美穂（2007年4月 - 2009年3月）
- 長嶋一茂（2002年4月 - 2010年3月）
- 南野陽子（2006年4月 - 2011年3月）
- 高島礼子 - 太田胃散（2010年10月 - ）
- 内山理名 - 太田胃散A〈錠剤〉（2009年4月 - ）、太田胃散整腸薬（2012年8月 - ）
- ベッキー - 太田胃散A〈錠剤〉（2015年7月 - ）

太田胃散A〈錠剤〉が出た当時は太田胃散と一緒に宣伝していた。さとうと長嶋が一緒に出演していた。また、太田漢方胃腸薬の雑誌広告については鈴木義司がイラストを手掛けていた。

### テレビCM曲
- フレデリック・ショパン：前奏曲作品28第7番イ長調 - 2011年頃まで長年にわたり使用され続けた[4]。
- フレデリック・ショパン：アンダンテ・スピアナートと華麗なる大ポロネーズ - ロコフィットGL 考える人篇[5]
- ももいろクローバーZ「HAND」：太田漢方胃腸薬IIのCM曲。2021年11月14日より

## マスコットキャラクター
太田胃散を若い世代にも知って欲しいため、猫をモチーフとしたキャラクター太田胃にゃんを2015年に制定した。
プロフィール
- 名前 - 太田胃にゃん（おおたいにゃん）
- 性別 - 男の子（オス）
- 誕生日 - 6月8日
- 故郷 - 東京・日本橋
- 仕事 - 太田胃散公式PR大使
- 特技 - 柔軟体操
- 好きな食べ物 - さんま
- 好きなスポーツ - 剣道
- 好きな場所 - 縁側
- 好きな言葉 - ニャン

## 提供番組

### 現在
テレビ
- 真相報道 バンキシャ!（日本テレビ系）
- ナニコレ珍百景（テレビ朝日系）
- ニンゲン観察バラエティ モニタリング（TBS系、2015年10月より20時枠）
- 大阪国際女子マラソン（関西テレビ制作・フジテレビ系）
- 情報プレゼンター とくダネ!→めざまし8（フジテレビ系）※とくダネの放送時代は水曜9時台前半提供、同業者の富士薬品も同じ枠にて提供していた。
- 開運!なんでも鑑定団（山形テレビ）
- シャキット!（チバテレ）
- 夢みる金バク!（岡山放送、前番組から続いて提供）
- 新ふるさと百景（日本海テレビ、「太田胃散文化スペシャル」として一社提供）
- 現場発!（くまもと県民テレビ）
- ドランク塚地のふらっと立ち食いそば（BS日テレ）
- 夢が咲く 有吉園芸 〜Road to start a garden shop〜（BS朝日）
- 太田胃散PRESENTS心の唄古里の唄（秋田テレビ、2015年3月放送分より）

ラジオ
- 土曜朝6時 木梨の会。内包・ヘッドラインニュースおよび土曜・日曜の交通情報（TBSラジオ、2020年4月 - 、関東ローカル）
- 問わず語りの神田伯山（TBSラジオ、2021年4月 - 、関東地区）
- 太田胃散 presents 河北麻友子のマユコレ![注 1]（ニッポン放送、2015年4月 - ）
- 太田胃散・週末ヒロインタイムももいろクローバーZ ももクロくらぶxoxo（ニッポン放送、2018年10月 - 、ロッテからスポンサー変更）
- 太田胃散 presents DAIGOのOHAYO-WISH!!（TOKYO FM、2016年4月 - ）
- ラジオ日本歌の感謝祭（ラジオ日本、ぎふチャンラジオ）
- ニッポン放送ショウアップナイター（ニッポン放送、2021年4月 - ）
- MBSベースボールパーク（MBSラジオ、2014年4月 - ）
- KRYエキサイトナイター（山口放送）
- 辛坊治郎ズーム そこまで言うか!（ニッポン放送、2025年4月 - ）
- キタニタツヤのオールナイトニッポン0 (ZERO)（ニッポン放送、2025年4月 - ）
- ラジオ大阪（全日7時・9時、平日12時・16時の時報スポンサー[注 2]）

### 過去
テレビ
- 火曜ドラマゴールド（2007年2月 - 3月。日本テレビ系）
- モクスペ（日本テレビ系）
- 太田光の私が総理大臣になったら…秘書田中。（日本テレビ系）
- 踊る!さんま御殿!!（日本テレビ系）
- 金曜スーパープライム（日本テレビ系）
- AKBINGO!（日本テレビ）
- ももクロと行く!（BS日テレ、2019年10月 - 2021年3月）
- 頑張る人応援バラエティ 体育の時間（テレビ朝日系）
- 土曜ワイド劇場（テレビ朝日系列）
- 必殺シリーズ（テレビ朝日系に移ってから番組終了まで。朝日放送制作）
- クイズプレゼンバラエティー Qさま!!（2006年10月 - 2007年2月。テレビ朝日系）
- 勉強してきましたクイズ ガリベン（テレビ朝日系）
- あいつ今何してる?（テレビ朝日系）
- 土曜はドキドキ（北陸朝日放送）※60秒
- TBS金曜夜8時台の番組・セーラー服通り→風雲!たけし城→北野テレビ→たけしの頭の良くなるテレビ→金曜テレビの星!→スーパーフライデー→金スペ!の8時台複数社提供の1社（1980年10月 - 2006年9月。TBS系）
- TBS火曜9時枠の連続ドラマのヒッチハイクスポンサー
- 明石家さんちゃんねる（TBS系）
- JNN報道特集（TBS系）
- 世にも不思議なランキング なんで?なんで?なんで?（ - 2015年9月。TBS系）
- 月曜ゴールデン（TBS系）
- 日経スペシャル カンブリア宮殿（テレビ東京系）
- 花王名人劇場→花王ファミリースペシャルのヒッチハイクスポンサー（1979年10月7日 - 1996年9月29日。関西テレビ制作・フジテレビ系）
  - その後もしばらく提供していたが1997年中に降板。火曜8時台へ異動。
- 火曜ワイドスペシャル（フジテレビ系）
- くらべる!世界なんでも勢力図（関西テレビ・フジテレビ系）
- カスペ!（フジテレビ系）
- 金曜プレステージ（フジテレビ系）
- スマイルスタジアムNST（新潟総合テレビ）
- 朝まるJUST（チバテレ）
- ハピはぴ・モーニング〜ハピモ〜（チバテレ）
- saku saku（tvk）
- tvkニュース930α（tvk）
- コロッケ千夜一夜（BS日テレ）
- ゴルフサバイバル（BS日テレ）
- 古川未鈴と古畑奈和のいにしえ乙女酒（BS日テレ、2019年4月 - 9月、番組内でコラボCMを放送）[7]
- 古畑前田のえにし酒（BS日テレ、2019年10月 - 、番組内でコラボCMを放送）
- DAIGOの!世界きまぐれリモートツアー（BS日テレ）
- 日本の名曲 人生、歌がある（BS朝日）
- 鉄道・絶景の旅（BS朝日）
- 吉田類の酒場放浪記（BS-TBS）
- 日本名曲アルバム（BS-TBS）

ラジオ
- TBSラジオ エキサイトベースボール（TBSラジオ、2012年4月 - 遅くとも2017年、木曜日のスポンサー）
- 毒蝮三太夫のミュージックプレゼント（TBSラジオ、2012年10月 - 遅くとも2018年3月）
- 竹村健一のずばりジャーナル（ニッポン放送・ABCラジオ、1976年4月 - 2006年3月）
- 南野陽子 今日はナンノ日っ!（ニッポン放送・ABCラジオ、2006年 - 2011年）
- 本仮屋ユイカ 笑顔のココロエ（ニッポン放送・ABCラジオ、2011年10月 - 2018年3月）
- 太田胃散 presents 優香のI Feel you（TOKYO FM・JFN系8局ネット）
- 太田胃散 presents 内山理名のSweet Life（TOKYO FM、2010年4月 - 2015年3月）
- 太田胃散 presents ベッキー♪ GO LUCKY（TOKYO FM、2015年4月 - 2016年2月）

など。